# Momu Coronae
Momu Coronae est une corona, formation géologique en forme de couronne, située sur la planète Vénus par -21° S et 220,3° E. Elle est localisée dans le quadrangle de Taussig. Elle a été nommée en référence à Momue, Darghinan (Daghestan) divinité de l'accouchement. 

## Géographie et géologie
Momu Coronae couvre une surface circulaire d'environ 260 km de diamètre. 